# Durikedungjero
Durikedungjero is een bestuurslaag in het regentschap Lamongan van de provincie Oost-Java, Indonesië. Durikedungjero telt 1373 inwoners (volkstelling 2010).